# Borough of Burnley
Burnley ist ein Verwaltungsbezirk mit dem Status eines Borough in der Grafschaft Lancashire in England. Verwaltungssitz ist die gleichnamige Stadt Burnley, in der mehr als vier Fünftel der Bevölkerung lebt. Darüber hinaus umfasst der Bezirk mehrere Dörfer, von denen Padiham das größte ist. Burnley ist eine Hochburg der rechtsextremen British National Party.
Der Bezirk wurde am 1. April 1974 gebildet und entstand aus der Fusion des ehemaligen County Borough Burnley und des Rural District Burnley.